# Anna Kott
Anna Kott (* 15. Juli 1975 in Ruda Śląska, Polen) ist eine polnisch-deutsche bildende Künstlerin. Sie arbeitet mit den Medien Malerei, Zeichnung und Fotografie.

## Leben und Werk
Anna Kott studierte von 1995 bis 2001 Malerei an der Akademie der Bildenden Künste Krakau, Polen. Während ihrer Studienzeit vertiefte sie 1999 ihre Kenntnisse durch ein Sokrates-Erasmus-Stipendium auf dem London College of Printing, wo sie nach zwei Semestern das Studium der Serigrafie erfolgreich abschloss. Anna Kott lebt und arbeitet seit 2002 in Berlin.
Die thematische Kontinuität und sichtbare logische Stringenz liegt bei Kott im „Blick auf den inneren Menschen“. Themen und Fragestellungen werden von ihr in malerischen Dimensionen und Kompositionen durchdacht. Sie setzt sich mit Symboliken und Stilen der traditionellen Malerei auseinander, interpretiert sie neu und überführt sie in ihre eigenen Themenwelten: Frauen, Sexualität, Grenzüberschreitungen, Gegensätze und Identitäten.
Der Ausdruck ihrer Malerei in Öl auf Leinwand und auf Papier ist durch die Motive, aber auch durch den Umgang mit der Farbe, durch unterschiedliche Maltechniken und durch den jeweiligen Bildträger geprägt. Intensive und zurückhaltende Materialanwendungen werden in einem Zusammenspiel auf die Leinwand übertragen.
Seit 2010 arbeitet Anna Kott auch mit dem Medium Fotografie. Die besondere Dynamik und das „richtige Timing“ stellen für sie einen besonderen Reiz dar. Während die Fotografie eine Konfrontation mit der Außenwelt ist, entsteht ihre Malerei durch eine innere Auseinandersetzung. Sie versteht die Fotografie als eine Ergänzung zu ihrer Malerei, die sich zu einem großen Gesamtbild fügen.

## Ausstellungen
Ihre Werke waren in Ausstellungen in Deutschland, Polen, Belgien, El Salvador und Honduras zu sehen. Sie gehört seit 2010 zum festen Künstlerstamm von Alexander Ochs Galleries Berlin | Beijing.

### Einzelausstellungen (Auswahl)
- 2009 Brücke/Most-Stiftung, Berlin[4]
- 2010 DOLL|KOTT, Alexander Ochs Galleries Berlin | Beijing, Berlin
- 2011 Hidden Body, Polnisches Institut, Düsseldorf
- 2012 Berlin relatives, Polnisches Institut, Berlin
- 2012 PRIMA MATERIA, Alexander Ochs Galleries Berlin | Beijing, Berlin

### Gruppenausstellungen (Auswahl)
- 2001 Diplom 2001, Palast der Kunst, Krakau, Polen
- 2001 Poster Studio on Tour - Station Budapest, Polnisches Institut, Budapest, Ungarn
- 2002 Sacrum in der Kunst, Krakau, Polen
- 2002 Nord - Süd. Zeichnungen, Krakau/Danzig, Polen
- 2003 Essence, Arte Comic, Brüssel, Belgien
- 2005 Bilder, Galerie Splettstößer, Kaarst
- 2007 Junge Kunst aus Berlin, Museo de Arte de El Salvador (MARTE), San Salvador, El Salvador
- 2008 Galerie Juliane Hundertmark, Berlin
- 2008 Die Intimität und Entfremdung, Museo para la Identidad Nacional (MIN), Tegucigalpa, Honduras
- 2009 Ein Bild ist ein Bild | The WUNDERkammer (higgledy-piggledy), Alexander Ochs Galleries Berlin | Beijing, Berlin
- 2009 Dynamik in Form, Kunstpreis für Malerei: 2. Platz, Item, Ulm
- 2011 Dynamik in Form, Item, Ulm
- 2012 Eros & Thanatos, SØR Rusche Sammlung Oelde/Berlin, Leipzig
- 2012 OSTRALE´012 - Internationale Ausstellung zeitgenössischer Künste, Dresden
- 2013 Circles | Kreise, Stadt Bamberg und Kunstverein Bamberg e.V., Bamberg[5]

## Sammlungen
Die Arbeiten von Anna Kott befinden sich in internationalen Kunstsammlungen wie u. a. Hauser & Wirth Zürich/London/New York, SØR Rusche Sammlung Oelde/Berlin oder Vorst, Amsterdam.